# Limbo (gruppo musicale)
I Limbo sono un gruppo toscano che mescola elementi dark-wave, post-industrial, neo-folk ed electronic body music.
Fondati da Gianluca Becuzzi nel 1984, vengono tenuti in vita da Diego Loporcaro dal 2001, anno in cui Becuzzi ha lasciato la band, grazie a ristampe rimasterizzate, raccolte di remix e di inediti.

## Storia del gruppo

### I primi anni (1984-1988)
I Limbo nascono a Pisa nella notte tra il 31 gennaio e il 1º febbraio del 1984 come trio costituito dal cantante piombinese Gianluca Becuzzi (ex-Moon Heart) e dai musicisti elettronici pisani Bruno Farese (sintetizzatori, composizione, batteria elettronica) e Carlo Mallegni (synth bass, che ospita la band in casa sua per le prove e le registrazioni). I tre coetanei, poco più che ventenni, si conoscono e si formano artisticamente presso l'Accademia delle Arti e del Disegno della Firenze degli anni d'oro della new wave (1981-1986).
Ispirandosi inizialmente a Virgin Prunes, Suicide, Cabaret Voltaire e ai gruppi della coldwave elettronica, il trio incide nel giugno del 1984 una cassetta di sei brani (tra cui il primo brano scritto da Becuzzi per Limbo dal titolo Sense Of Sin) che viene pubblicata in una serie limitata, accompagnata da un booklet, alla fine di settembre 1984.
Dopo aver collezionato ottime critiche dalla stampa musicale italiana "alternativa" dell'epoca (riviste specializzate e fanzine), i Limbo debuttano dal vivo nei primi giorni del 1985. A questo primo concerto ne seguiranno altri nel corso del 1985. Inoltre il trio incide un nuovo brano dal titolo Poisoned Kisses che finisce nella tape-compilation Still Life allegata alla fanzine Komakino.
Durante il corso dell'anno Mallegni abbandona la band che si trasferisce a Firenze, venendo in contatto con la Spittle Records che propone alla band un contratto per un mini-LP. Nel frattempo il sound della band è cambiato: l'ingresso del basso dal suono post-punk di Enio Benassi (anch'egli ex-Moon Heart) e l'acquisto di nuovi synth e della nuova Drumulator (batteria a campionamento della E-mu Systems) spostano il suono della band verso uno stile più gothic e darkwave.
Giovanni Fiaschi (ex-Moon Heart e all'epoca con il duo prog Avant Propos) aiuta Becuzzi nella programmazione ritmica dei brani vecchi e nuovi e, dopo l'incisione in studio del mini-LP In Limbo nel novembre del 1985 a Castelfranco Emilia (realizzata insieme al chitarrista/produttore Tiziano Bellucci), entrerà a far parte della formazione live della band come collaboratore (alla chitarra, drum machine e ai synth aggiuntivi).
In Limbo esce nel febbraio del 1986 accompagnato da una massiccia promozione da parte dell'etichetta fiorentina Spittle Records e da un tour italiano che vede però, dopo poche date, la fuoriuscita del co-fondatore e songwriter Bruno Farese, sostituito in toto da Fiaschi.
La band riconfiguratosi nel trio Becuzzi (voce e testi), Benassi (basso), Fiaschi (synth, drumulator e chitarre aggiuntive) inizia sin da subito a comporre brani nuovi e riarrangiare i brani vecchi con il nuovo sound, oltre a proseguire con il Poisoned Tour.
Oltre a Sense Of Sin e Poisoned Kisses (già ripresi nel mini-LP di debutto), il trio recupera brani dalla prima cassetta, riarrangiandoli con il sound di In Limbo: No Mercy, The Stranger, Here Comes The Hell, la nuova Spiritual Night Fly e altre nuove composizioni vengono suonate dal vivo e incise in studio (sempre con l'ausilio di Bellucci, stavolta alle tastiere e ai sequencer) tra il 1986 ed il 1987.
Spiritual Night Fly viene inserita nella compilation 5 Anni di Spittle del 1988 in occasione dell'Independent Music Meeting di Firenze dello stesso anno.
A seguito del collasso finanziario di Spittle nel 1988 l'album registrato (ma mai finito di mixare) dal titolo non definitivo Lost Children (successivamente rinominato semplicemente Lost Album) viene accantonato.
Nel frattempo la band è nuovamente cambiata: nel 1987 Ennio Benassi decide di abbandonare il gruppo e presenta a Becuzzi il tastierista Vincenzo Mustone già attivo dal 1983 in diverse band electro-new wave fiorentine (tra le quali citiamo Thanatou Melos), il quale a settembre dello stesso anno entra ufficialmente nella band. I due iniziano subito a lavorare sulla cover Venus In Furs dei Velvet Underground, successivamente Mustone riarrangia le musiche di I'm The Lust insieme a Paolo Favati e si prepara a scrivere le musiche del primo album mentre Becuzzi si occupa delle partiture vocali e dei testi, questa diventa la line-up principale del gruppo con l'ausilio di Giovanni fiaschi alle ritmiche il quale nel 1988 è costretto a partire per il servizio militare obbligatorio. Seguirà un periodo molto attivo con numerosi concerti in ambito nazionale.
È evidente che il duo Becuzzi e Mustone tra il 1987 e 1989 erano andati avanti con il lavoro per un nuovo album, accantonando così il Lost... album.
Gli episodi migliori di Lost... sono stati pubblicati per la prima volta (in chiave remixata da Diego Loporcaro, curatore della release) nella compilation Early Works (1984-1987) (2CD - Spittle Records / Goodfellas - 2008).

### La trilogia esoterica (1989-1991)
Il primo album ed il vero capolavoro della band è My Whip, Your Flesh inciso e pubblicato nel 1989 dall'etichetta romana Mantra Records dove Becuzzi riprende alcuni brani di Lost, scrive le partiture vocali ed i testi mentre Mustone scrive le musiche dei capolavori come This Fire Trinity, Meo Penis in tua Vulva e Pain is Pleasure e riarrangia totalmente le musiche degli altri brani estrapolati appunto dall'album Lost. Il tutto con la produzione di Paolo Favati storico bassista dei Pankow il quale curerà anche gli arrangiamenti e le ritmiche e scriverà alcune partiture di basso. L'album coglie ispirazione dai testi del marchese de Sade, da Georges Bataille e dal mito di Eros e Thanatos. La già citata cover di Venus In Furs, insieme ad altre musiche scritte da Vincenzo Mustone per i Limbo, finiranno come colonna sonora di Notte Profonda (16 mm, 1989) di Fabio Salerno, filmaker underground della scena milanese, morto suicida nel 1993.
Our Mary Of Cancer, secondo album, inciso e pubblicato nel 1991 da Helter Skelter records, vede nuovamente la co-produzione artistica di Favati e, tra gli ospiti troviamo Alex Spalck dei Pankow alla voce in un paio di brani ed Elena Margarolo dei Brazil ai cori in un altro paio di brani. Nel frattempo Fiaschi, rientrato dal militare, si unisce al duo Becuzzi Mustone, come violinista e chitarrista.
Dopo pochi concerti come quartetto (è entrato nel frattempo Silvio Pucci al basso e alla chitarra acustica) la band rientra in studio a fine 1991 per registrare il terzo album Vox Insana, pubblicato nella primavera del 1992 dalla Dune Records (distribuzione Contempo records) dello stesso Favati, ancora una volta co-produttore dell'album.
Subito dopo l'uscita di Vox Insana (che vede al suo interno numerosi collaboratori, membri di altre band italiane del periodo come T.A.C., Thelema e Brazil) ed alcuni concerti, Mustone decide di abbandonare la band perché vede il progetto Limbo orientarsi su una direzione diversa non a lui più consona. I Limbo tornano ad essere nuovamente un trio costituito da Becuzzi (voce), Fiaschi (chitarra elettrica, violino elettrico, campionatore, sequencer, drum machine) e Pucci (basso elettrico e chitarra acustica).

### Il periodo cyber-metal (1992-1994)
Di nuovo in trio, i Limbo decidono di andare dal vivo presentando uno show a cavallo tra cyber metal ed EBM (inteso nell'accezione classica del termine), ecco quindi che In Limbo diventa Dans Le Limbo (in francese), Poisoned Kisses diventa Blut-Feucht-Traeume, Here Comes The Hell (dal primo demo) diventa Inferus Veni Ad Nos (in latino), Carnalia diventa Nova Carnalia, Libido Mater Nostra diventa Mater Libido, vengono preparate nuove cover (She Said Destroy dei Death In June) e vengono composti nuovi brani (tra cui Dominio e Sottomissione e Solo Carcasse scritto insieme a Simon Balestrazzi dei T.A.C.). Buona parte dello show promozionale di Vox Insana finisce nel nuovo disco Evirazione Totemica Seriale, prodotto, registrato e mixato da Favati e Federico Panero dei Brazil nel loro Blue Velvet Studio a Firenze nel dicembre del 1992. Evirazione... esce come remake-album nella primavera del 1993 su Dune (distribuzione Abraxas). Il seguente tour italiano si estende per circa 1 anno e mezzo, dalla primavera del 1993 all'autunno del 1994, arricchendosi di nuovi remake (Sense of Sin rallentatissima con un mood alla Joy Division, I Hate You trasformata in Mentecaptus), di nuove cover (Trans Europe Express dei Kraftwerk e Enter Sandman dei Metallica) e di nuove composizioni orientate verso un suono industrial-metal mai approcciato precedentemente. Ma l'unica etichetta disposta a produrre il nuovo album è la tedesca Discordia che però obbliga la band ad eliminare le chitarre metal dal disco.
Verso la fine del 1994 la band annuncia il titolo di un nuovo album Zos Kia Kaos e di un nuovo EP Siliciolatria, entrambi su Discordia. Ma enormi ritardi faranno in modo che i due lavori escano solo alla fine di maggio dell'anno successivo, quando nuovi cambiamenti in seno al gruppo erano già in atto.

### One-man-band (1995-1997)
Nel febbraio del 1995 (senza aspettare l'uscita del nuovo album e del relativo EP) Limbo si esibisce dal vivo nella prima data del Zos Kia Kaos Tour 1995: la novità è che sul palco è rimasto il solo Becuzzi in qualità di vocalist e performer, cantando sulle basi strumentali dei brani, senza la presenza di alcun musicista sul palco.
Il trasferimento in altre città, per impegni lavorativi, di Fiaschi e Pucci rallenta il lavoro di composizione del follow-up di Zos Kia Kaos", costringendo Becuzzi a far tutto da solo. Solo Tenebra Karmica, Flesh Is Meat", Culturicide e la cover di Dislocation degli Ultravox vedono ancora una volta il marchio di fabbrica del programming e delle chitarre distorte di Fiaschi, che abbandona la band (insieme a Pucci) proprio nel febbraio del 1995 alla vigilia del nuovo tour, sfiancati anche dagli enormi ritardi nella pubblicazione dei due dischi registrati nel 1994.
Su Zos Kia Kaos e Siliciolatria (entrambi usciti nel maggio 1995) Limbo risulta ancora essere un trio, anziché il solo Becuzzi.
Il tour promozionale per l'album Zos Kia Kaos continua per tutto il 1995 sino all'inverno del 1996 parallelamente alla stesura del nuovo album Sein und Zeit (ispirato all'omonimo saggio di Heidegger), che include i quattro brani realizzati tra fine 1994/inizio 1995 insieme a Fiaschi, una serie di strumentali dark ambient (stile che caratterizza parzialmente ancora oggi gli album solisti di Becuzzi) e alcuni brani in stile ebm, dal sound troppo minimale per il genere proposto.
Sein und Zeit esce sempre su Discordia nella primavera del 1996 e vede Limbo/Becuzzi supportare a fine anno il tour europeo dei Kirlian Camera per il loro Pictures From Eternity. Inoltre, durante tutto il 1996, Becuzzi registra in studio i remake dei brani storici dei Limbo realizzati nel 1994 da Becuzzi e Fiaschi per il Zos Kia Kaos Tour 1995" : questo materiale viene raccolto nell'album Hell's Gate Visions [1986/1996: A Total Revision], pubblicato non prima dell'autunno del 1997 a seguito del fallimento della Discordia e della riapertura della stessa etichetta con il nuovo nome Triton.
In attesa della pubblicazione di Hell's Gate Visions..., nel 1997 Becuzzi (insieme a sporadici collaboratori) inizia già a lavorare su un nuovo album di inediti, L'Etre et le Néant (dall'omonimo saggio di Sartre scritto in risposta a Sein und Zeit di Heidegger) e su una raccolta di cover (dal titolo Continuum: The Fire Front) realizzate negli ultimi anni per i tour di Zos Kia Kaos, Sein Und Zeit, Hell's Gate Visions e dell'imminente L'Etre et le Néant.
Critiche non proprio positive da parte del pubblico italiano di settore nei confronti degli show sempre più scarni di Limbo/Becuzzi degli anni 1995-1997, porta Becuzzi ad interrompere il tour di Hell's Gate Visions dopo la prima data romana di fine 1997 in cui si esibisce come al solito da solo alla voce, accompagnato questa volta dalla sua immagine triplicata da grandi specchi posti sul palco.
A questo punto Becuzzi decide di concentrarsi esclusivamente sulla realizzazione del nuovo album in studio e della raccolta di cover da pubblicare nel corso del 1998.

### Di nuovo una band: la trilogia "Millennium Trax" (1998-2004)
All'inizio del 1998 Becuzzi, concentrato sul lavoro in studio, decide di affidarsi all'agenzia di booking barese U.F.T. (United Forces of Technology) di Diego Loporcaro e Aureliano De Iacovo della band electro industrial barese Kebabträume per organizzare il tour promozionale di Hell's Gate Visions uscito 6 mesi prima e ancora non suonato propriamente dal vivo. Alcuni organizzatori italiani chiedono all'agenzia "il concerto della band di Gianluca Becuzzi" e non "il concerto di Gianluca Becuzzi solista", ma la band non esiste più dal 1995.
A questo punto i due manager si offrono di suonare le tastiere dal vivo per Limbo e, durante le prove per l'imminente tour, nascono anche nuovi brani, quali L'Amour Sadique (che finisce nell'imminente L'Être et le Néant), Red Latex Jesus (che finirà oltre 1 anno e mezzo dopo in Cospiratorium: The Ice Line"), "Madre, Chiesa, Clinica (cover stravolta di Mother, Chuch, Clinic della band ebm svizzera Deo Cadaver con un testo che Becuzzi aveva scritto nel 1995 per i Pankow) e le cover di Twilight Fields dei Kirlian Camera, Alone di Colin Newman e un medley di tre brani dei Virgin Prunes intitolato semplicemente If I Die (le quali, destinate inizialmente per il nuovo show, finiranno tutte nell'album di cover Continuum: The Fire Front).
Il tour di Hell's Gate Visions vede il trio Becuzzi-Loporcaro-De Iacovo (accompagnati da Nicola Lonigro, all'epoca fonico dei Kebabträume e anche dei Kirlian Camera, e da proiezioni di video fetish/SM) esibirsi nelle principali città italiane: Roma (Velvet), Napoli (Velvet), Bari (Stop Over), Genova (Gothic), Milano (Binario Zero), Pisa (Macchia Nera).
Dopo l'uscita di L'Être et le Néant nell'ottobre 1998 per l'etichetta tedesca Solar Plexus/Nova Tekk (album basato su sonorità drum'n'bass parecchio diverso da quanto presentato fino ad allora e che chiude la fase solista di Becuzzi/Limbo), la richiesta di date è minima: un paio di date in Toscana (nella natia Piombino e a Pisa) e una sola a Milano, che ricevono critiche miste.
Anche le recensioni sul disco non sono delle migliori e, per questo motivo, si corre subito ai ripari anticipando l'uscita, a soli due mesi dal precedente, dell'album di cover Continuum: The Fire Front (Dicembre 1998, Energeia) che riporta i Limbo immediatamente nei favori del proprio pubblico.
Nel corso del 1999 la band sarà impegnata nella realizzazione dell'impegnativo secondo capitolo di quella che Becuzzi concepisce come Millennium Trax Trilogy (una trilogia di dischi che racchiuda in sé l'essenza musicale degli anni a cavallo tra il XX ed il XXI secolo). Nel frattempo non mancano le date dal vivo (non riunite in forma di tour questa volta) per la promozione dell'album di cover Continuum... con la stessa formazione del tour di Hell's Gate Visions e una scaletta simile.
Nel dicembre del 1999 esce, sempre su Energeia, il secondo capitolo della trilogia Millennium Trax dal titolo "Cospiratorium: The Ice Line": una raccolta di remix e di cover di brani di artisti della "grey area" italiana curati da Becuzzi, affiancato talvolta da Diego "D. Loop" Loporcaro (Kebabträume), talvolta dal redivivo Giovanni "Gio:" Fiaschi, talvolta da membri dei Kirlian Camera e altri.
Nel corso della preparazione del tour 2000 per Cospiratorium... Becuzzi (nel frattempo appassionatosi a sonorità micro-wave, glitch, minimal) annuncia in alcune interviste e comunicati stampa che il terzo capitolo della trilogia Millennium Trax chiuderà per sempre la carriera dei Limbo. Il terzo disco della trilogia si intitolerà Compendium: The Light Fall e sarà una raccolta dei migliori episodi live della band presi dai concerti per Cospiratorium....
Si lavora duramente sulla rielaborazione di vecchi classici quali Venus In Furs", "Hermaphrodita", "Carnalia", "Libido Mater Nostra", "Dein Gott Ist Tot e sulla realizzazione di nuove cover (The Sky Is Broken di Moby, Mai Più Idoli dei Pankow). L'album viene registrato dal vivo tra Milano e Lipsia (nel 2000), Roma e Bari (nel corso del Final Tour del 2001), ma solo le registrazioni di Bari sono convincenti.
A seguito del fallimento di Energeia, storica etichetta napoletana dark wave, che aveva pubblicato i primi due capitoli della trilogia, Loporcaro inizia una estenuante ricerca tra le etichette italiane di settore per trovare qualcuno disposto a pubblicare l'ultimo atto di Limbo.
Nel giugno del 2002, Limbo firma per la Cursed Land Entertainment, sub-label della Beyond Productions, etichetta legata al distributore discografico Masterpiece Distribution. L'etichetta non vuole un album dal vivo, ma una compilation con gli stessi brani realizzati in studio. Questa produzione è stata voluta a seguito della uscita del primo album dei NARR! Souls are Flying Now il nuovo progetto E.B.M. di Vincenzo Mustone (ex Limbo) e Giovanni Cordoni (Necromass).
Nel frattempo Becuzzi è già lanciatissimo con il suo nuovo progetto Kinetix, avendo già pubblicato il suo primo album First E_Mission e i due EP K e X (tutti usciti per la sua nuova etichetta Nova Ars Digitandi/N.A.D. in collaborazione con il distributore discografico pisano Microsuoni) e decide di non partecipare alla realizzazione del remix-album di Limbo.
Dal luglio 2002 sino a dicembre 2003 D. Loop è impegnato nel rework di vecchie registrazioni per la realizzazione della compilation "definitiva" dei Limbo, un best-of realizzato con remix a metà strada tra le ultime versioni live e le versioni originali dei vari album. Compendium: The Light Fall, uscito il 29 aprile 2004, è curato dalle grafiche alle note di copertina, dal mixaggio al mastering, dai contatti con l'etichetta alla promozione dal solo Loporcaro che a tutti gli effetti diventa l'unico responsabile di Limbo dal 2002 in poi.

### Ristampe materiali anni '80 (2008 - 2015)
Compendium: The Light Fall, accolto benissimo da pubblico e critica, fa da apripista per un paio di ristampe rimasterizzate, curate da Loporcaro con l'aiuto di vecchi membri della band, la collezione Early Works (1984-1987)", uscita nell'ottobre del 2008 su Spittle / Goodfellas (un doppio CD contenente le rimasterizzazioni del primo demo, del primo mini-LP, di alcuni brani su compilation più inediti del periodo remixati da D. Loop) e l'"Author Cut" di My Whip, Your Flesh uscito nel maggio 2015 su Oltrelanebbiailmare / Audioglobe (contenente alcune versioni integrali prese da acetati dell'LP e le versioni LP restaurate e rimasterizzate da D. Loop e Mustone).

## Membri del gruppo

### Ultima Formazione
- Gianluca Becuzzi (1984 - 2001) voce, liriche, sintetizzatori, campionatori, computer, composizione musicale
- Diego Loporcaro (1998 - 2004) sintetizzatori, campionatori, computer, composizione musicale, arrangiamenti e produzione

### Componenti passati
- Bruno Farese (1984 - 1986) sintetizzatori, composizione musicale
- Carlo Mallegni (1984 - 1985) synth bass
- Enio Benassi (1985 - 1987) basso elettrico (deceduto il 7 Febbraio 2019)
- Giovanni Fiaschi (1985 - 1997) programmazione di sequencer e batteria elettronica, campionamenti, sintetizzatori, violino, chitarre e composizione musicale
- Vincenzo Mustone (1987 - 1992) programmazione di sequencer sintetizzatori, campionamenti, cori, percussioni metalliche, composizione musicale
- Silvio Pucci (1991 - 1995) basso elettrico e chitarra acustica

### Collaboratori
- Tiziano Bellucci (1985 - 1988) chitarre e tecnico del suono
- Paolo Favati (1989 - 1993) basso elettrico, campionamenti, programmazioni ritmiche, sintetizzatori e tecnico del suono
- Paolo Cillerai (1995 - 2001) chitarre e tecnico del suono
- Rossana Cassola (1988 - 1990) voce femminile
- Elena Margarolo (1991 - 1994) voce femminile
- Paola? (1994 - 1997) voce femminile
- Emilia Lo Jacono & Elena Alice Fossi (1999 - 2000) voci femminili
- Angelo Bergamini (1994 - 2000) produttore artistico e occasionale tastierista dal vivo
- Simon Balestrazzi (1991 - 1999) vari strumenti e occasionale tastierista dal vivo

## Discografia

### Album
- 1989 - My Whip, Your Flesh (LP - Mantra Records / CD remastered and expanded - Oltrelanebbiailmare)
- 1991 - Our Mary of Cancer (LP - Helter Skelter records)
- 1992 - Vox Insana (LP/CD - Dune records)
- 1995 - Zos Kia Kaos (CD - Discordia)
- 1996 - Sein Und Zeit (CD - Discordia)
- 1998 - L'Etre et le Néant (CD - Solar Plexus/Nova Tekk)

### Mini Album
- 1986 - In Limbo (mini LP - Spittle Records)
- 1995 - Siliciolatria (mini CD - Discordia) include remix da Zos Kia Kaos (1995) più due out-take dall'album
- 2010 - Unholy Rituals Volume I (mini LP - Radical Matters) include 2 suite realizzate con campionamenti presi dal repertorio 1985-1992
- 2010 - Unholy Rituals Volume II (mini LP - Radical Matters) include 2 suite realizzate con campionamenti presi dal repertorio 1985-1992

### Cassette
- 1984 - Limbo (demo autoprodotto);
- 1990 - Milano, 3.3.90 (live tape - NastriNostri) registrazione amatoriale dal tour di My Whip, Your Flesh.

### Remix Album e Cover Album
- 1993 - Evirazione Totemica Seriale (CD - Dune records/Abraxas records ) include i remake in chiave cyber-metal di brani storici Here Comes the Hell (1984), In Limbo (1986), Poisoned Kisses (1986), Carnalia (1991), Libido Mater Nostra (1992), le cover di Hypnotischer Eden dei T.A.C. e di She Said Destroy dei Death in June, più 4 brani inediti;
- 1997 - Hell's Gate Visions [1986/1996: A Total Revision] (CD - Triton) include remake in chiave electro-goth/ebm di classici dal 1984 al 1993 (a differenza di quanto menzionato nel titolo);
- 1998 - Continuum: The Fire Front (CD - Energeia) album contenente esclusivamente cover più tre originali strumentali;
- 1999 - Cospiratorium: The Ice Line (CD - Energeia) remix realizzati dalla band per altre formazioni italiane quali Sigillum S, Nightmare Lodge, Templebeat, TH26, XCR, Runes Order, Atrax Morgue, T.A.C. più cover di brani di Kirlian Camera, Kebabtraeume e Forbici di Manitù;
- 2004 - Compendium: The Light Fall (CD - Cursed Land) remix realizzati da Diego Loporcaro dei classici della band dal 1984 sino al 1999 più tracce live e brani inediti del periodo 2000-2004.

### Raccolte
- 1991 - Limbo (CD - Helter Skelter) contiene tutto Our Mary Of Cancer (1991) e parte di My Whip, Your Flesh (1989);
- 2005 - Esoteric Body Music (con i Militia Christi - 2xCD - Cursed Land) Box non autorizzato contenente il CD Compendium: The Light Fall (2004) più il CD Non Timor Domini, Non TimorMalus (2004) dei Milita Christi;
- 2008 - Early Works (1984-1987) (2xCD - Spittle Records) include la cassetta del 1984, il mini-LP del 1986, brani usciti solo in compilation e alcuni inediti remixati e rimasterizzati per l'occasione;
- 2010 - Unholy Rituals Vol. I & Vol. II (promo CDr - Radical Matters) CDr destinato alla promozione dei due vinili omonimi a tiratura limitata
- 2015 - Unholy Rituals Vol. I-III (2xCD - Silentes Minimal Editions) il primo CD è la ristampa dei primi due vinili del 2010, il secondo CD è una lunga suite realizzata da Gianluca Becuzzi solista, utilizzando materiali di Limbo dal 1985 al 1992.